# 羅卡斯·喬庫巴蒂斯

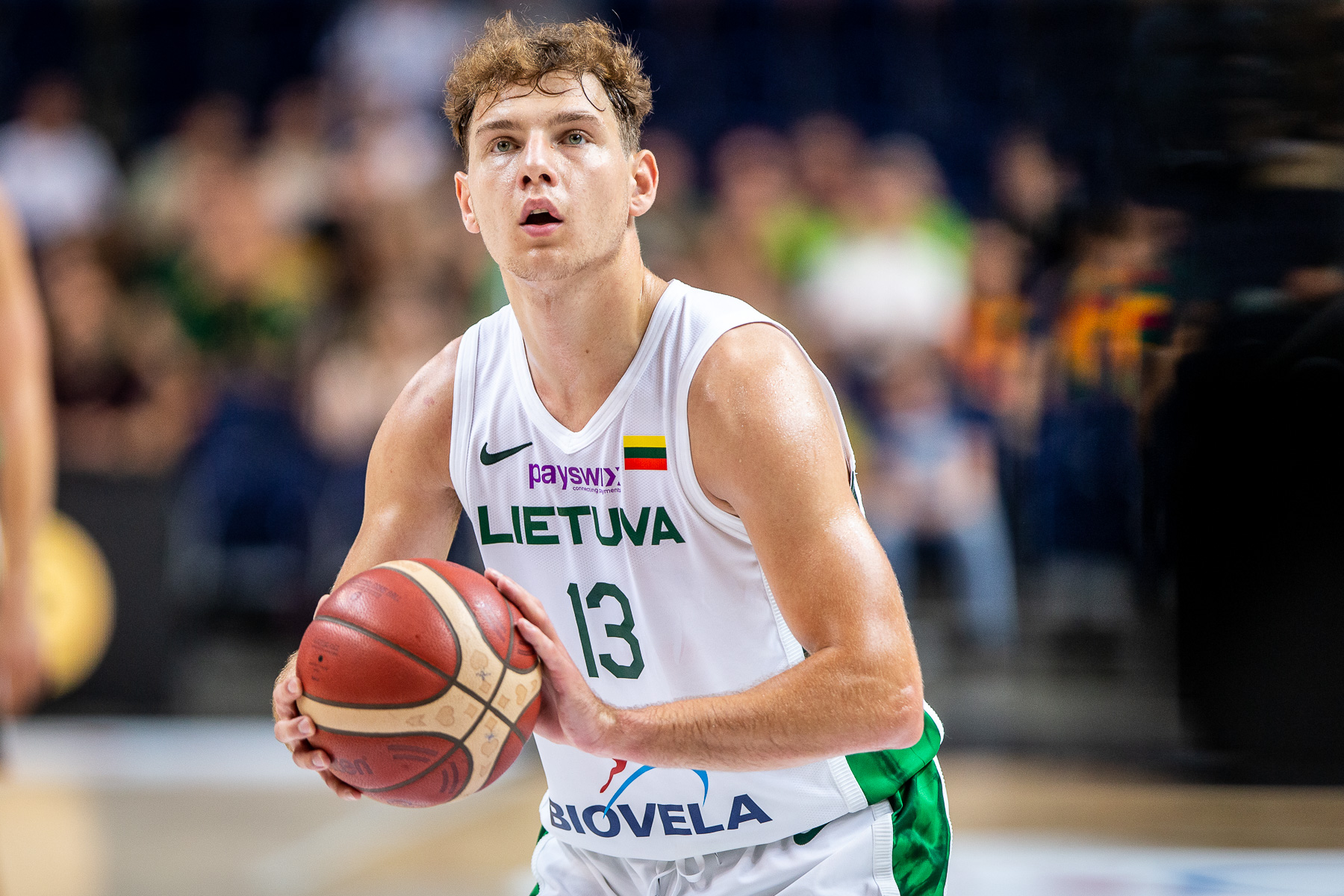

羅卡斯·喬庫巴蒂斯（2000年11月19日—），是立陶宛男子職業籃球運動員，現在效力於以色列籃球超級聯賽和歐洲籃球聯賽特拉維夫馬卡比。他也代表立陶宛國家男子籃球隊參賽。

## 外部連結
- 羅卡斯·約庫拜提斯在fiba.basketball（英语）
- 羅卡斯·約庫拜提斯在archive.fiba.com（archived）（英语）
- 羅卡斯·約庫拜提斯在歐洲籃球聯賽（英语）
- 羅卡斯·約庫拜提斯在西班牙篮球甲级联赛（球員）（西班牙语）
- 羅卡斯·約庫拜提斯在Basketball-Reference.com（NBA）（英语）
- 羅卡斯·約庫拜提斯在Basketball-Reference.com（國際）（英语）
- 羅卡斯·約庫拜提斯在Eurobasket.com（球員）（英语）
- 羅卡斯·約庫拜提斯在RealGM（英语）
- 羅卡斯·約庫拜提斯在Proballers（英语）